# Абжолтовский, Сергей Николаевич
Сергей Николаевич Абжолтовский (пол. Abżółtowski Sergiusz, Абжолтовский Сергиуш; 24 июня 1890 — 1939 — российский и польский военный деятель. 
Был пилотом, видным теоретиком авиации. С 1918 года в Польской Армии во Франции, заместитель командующего, а затем командующий авиацией армии.

## Биография
Родился 24 июня 1890 года в городе Мерв (Средняя Азия) в семье Абжолтовского Николая Адольфовича и Анны Ивановны Гопфенгаузен. 

### Образование
- кадетский корпус в городе Сумы на Украине,
- Михайловское артиллерийское училище в Санкт-Петербурге в 1910 году,
- авиационное училище в Севастополе в 1917 году,
- авиационные курсы во Франции (Dijon, Pau, Biscaross и Voves) в 1918 году,
- Высшее Военное Училище в Варшаве в 1922 году.

### Деятельность
- С 1910 по 1917 годы — в Русской Армии (участник Первой мировой войны).
- В 1911 году состоял в 4-й Конно-Артиллерийской батарее.
- После войны через Сибирь и Японию выехал в Соединённые Штаты Америки, где вступил в польское воинское подразделение, с которым присоединился к Польской Армии во Франции, а затем с этими частями прибыл в Польшу.
- С 21 февраля 1919 года был заместителем по технической части командующего авиацией.
- С 11 августа 1919 года – командующий авиацией Польской Армии во Франции. Затем стал командовать французской авиацией юго-западного региона (13 сентября 1919 года).
- С 21 октября 1919 года - стал заместителем командующего полевой авиацией, после чего руководил комиссией по приёмке самолётов (в Италии).
- В 1920 году – пилот-истребитель 9-й эскадрильи и командующий авиацией центрального региона Франции. После этого занимал ряд высших должностей в Министерстве Обороны Польши и в боевых частях вплоть до должности командира авиационного полка.
- В 1922—1923 годах – Военный атташе Польши в Москве.
- В 1924 году ему было присвоено звание полковника польской армии, командовал 3-м авиационным полком.
- С 31 марта 1929 года — в отставке.
- С 1925 по 1933 годы — член правления Государственной Лиги Противовоздушной Обороны в Познани и Гродно.

Был вице-президентом правления союза ветеранов бывшей польской армии во Франции. 
В более поздней новой польской энциклопедии, добавлено, что его жизнь оборвалась (скорее всего  он погиб) в сентябре 1939 года. В это время для Польши началась вторая мировая война.

### Семья
Жена: Татьяна Владимировна Коссовская -дочь Владимира Иосифовича Коссовского (офицер Русской Армии) и Ольги Николаевны Махаевой (дочь состоятельного купца). 
Родилась 15 ноября 1894 года, умерла 20 апреля 1971 года в штате Огайо, США.
Участвовала вместе с дочерью и зятем в Варшавском восстании 1944 года, была заключена в концлагерь Равенсбрюк, откуда была освобождена 2 мая 1945 года. Попала в Британскую оккупационную зону и через 2 года проведённых в лагерях для перемещённых лиц, получила разрешение выехать в Англию.
В 1952-м году получила разрешение переехать в США.

## Труды
Среди прочих, опубликовал следующие работы (на польском языке): 
- «Taktyka lotnictwa» («Тактика полётов»),
- «Czy potrzebne nam lotnictwo» («Зачем нам нужна авиация» (написана  совместно с Е. Щерским в 1924),
- «Lotnictwo w wojnie wspolczesnej» («Авиация в современной войне», 1925);
- «Tymczasowa instrukcja uzycia bojowego sil powietrznych» («Временная инструкция по применению авиации в бою», перевод 1929),
- «Quelques mots sur la visibilite dans les avions de chasse» («Несколько слов к вопросу обзора для пилотов из кабин самолётов-истребителей» — на французском языке),
- «Obserwacja samoletow s ziemi» («Слежение за самолётами с земли», 1931),
- «Operacyjne uzycje lotnictwa» («Оперативное использование авиации», 1932),
- «O niebezpieczenstwie lotniczym i obronie przeciwlotniczej kraju» (О безопасности полётов и противовоздушной обороне страны, 1934),
- «Lotnictwo komunikacyjne, przewozy i desanty powietrzne» («Использование авиации как средство коммуникации и воздушные десанты»,  1935),
- «Doktryna wojenna gen. Douhet» («Военная доктрина генерала Дуе», перевод 1937),

а также многочисленные статьи в журналах «Bellon», «Przeglad Lotniczy», «Przeglad Wojskowo-Techniczny», «Lot Polski», «Polska Zbrojna».

## Награды
- Награждён многими орденами и медалями такими как Крест Храбрых, Золотой крест Заслуги, орден Почётного легиона и другие.